# SN 2004hy
SN 2004hy – supernowa typu II odkryta 24 września 2004 roku w galaktyce A210604+0112. W momencie odkrycia miała maksymalną jasność 20,30m.